# Ruth Padel
Ruth Sophia Padel (ur. 8 maja 1946) – brytyjska poetka klasyczna i dziennikarka. Jest pra-pra-prawnuczką naturalisty Karola Darwina. 16 maja 2009 Padel została wybrana na profesora poezji w Oxford University.

## Dzieła
- Woman: Model for Possession by Greek Daemons (1983)
- Alibi (1985) wiersze
- Summer Snow (1990) wiersze
- In and Out of Mind: Greek Images of the Tragic Self (1992)
- Angel (1993) wiersze
- Whom Gods Destroy: Elements of Greek and Tragic Madness (1995)
- Fusewire (1996) wiersze
- Rembrandt Would Have Loved You (1998)
- I'm a Man: Sex, Gods and Rock 'n' Roll (2000)
- 52 Ways of Looking at a Poem: How Reading Modern Poetry Can Change Your Life (2002)
- Voodoo Shop (2002) wiersze
- Soho Leopard (2004) wiersze
- Tigers in Red Weather (2005)
- Darwin: a life in poems (2009)